# Свинарёва, Зинаида Ивановна
Зинаида Ивановна Свинарёва (27 октября 1929, Старица, Нижне-Волжский край — 24 ноября 2014) — советский работник сельского хозяйства, Герой Социалистического Труда, депутат Совета Союза Верховного Совета СССР 7-го созыва.

## Биография
Родилась 27 октября 1929 года в селе Старица Черноярского района Астраханского округа Нижне-Волжского края.
Работала овощеводом, затем стала бригадиром овощеводческой бригады и позже — агрономом по орошаемому земледелию колхоза имени Калинина Черноярского района. На протяжении многих лет добивалась высоких урожаев овощей.
Указом Президиума Верховного Совета СССР от 30 апреля 1966 года за высокие показатели в труде, перевыполнение планов и обязательств по продаже государству овощной продукции Свинарёвой Зинаиде Ивановне было присвоено звание Героя Социалистического Труда с вручением ордена Ленина и золотой медали «Серп и Молот».
Окончив сначала техникум, затем Волгоградский сельскохозяйственный институт (ныне Волгоградский государственный аграрный университет), прошла трудовой путь до директора совхоза «Зеленгинский» Володарского района Астраханской области. Перенимая опыт земляков, сама внесла много нового в развитие овощеводства. Неоднократно продукция хозяйства Зинаиды Ивановны удостаивалось различных наград на ВДНХ СССР, в том числе большой и малой серебряных медалей.
Наряду с производственной, занималась общественной работой. Будучи членом КПСС стала делегатом двух[уточнить] съездов партий, в 1966 году — депутатом Совета Союза Верховного Совета СССР 7-го созыва от Астраханской области. Выйдя на заслуженный отдых, проживала в городе Реутов Московской области. Принимала активное участие в деятельности Землячества «Астраханцы».
Умерла 24 ноября 2014 года. Была похоронена на Новском кладбище города Балашиха.
Была также награждена орденом Трудового Красного знамени, медалями, удостоена знака «Почётный ветеран Подмосковья».
В партийном архиве Астраханского обкома КПСС имеются документы, относящиеся к Зинаиде Ивановне Свинарёвой.